# Los Borgia
Los Borgia é um filme hispano-italiano de 2006 dirigido por Antonio Hernández, concebido como um longa-metragem para cinema e também, em uma versão mais longa, como uma série de televisão. A Antena 3 colaborou na produção deste filme, que foi filmado em algum ponto entre Espanha e Itália. Na Espanha, foi filmado em Navarra, Gandia e Valência, enquanto no país alpino foi filmado em Roma e arredores.
O filme descreve os principais eventos históricos na vida e carreira da família Bórgia por 12 anos (1492-1504), no centro do filme está Rodrigo Bórgia, que se tornou o Papa Alexandre VI, e seus filhos - Lucrezia e Cesare.

## Elenco
- Sergio Peris-Mencheta como César Bórgia, Duque de Valentinois e Duque de Romagna
- Lluís Homar como Rodrigo Bórgia, Papa Alexandre VI
- María Valverde como Lucrécia Bórgia
- Paz Vega como Catarina Sforza
- Ángela Molina como Vannozza dei Cattanei (mãe de César, Juan, Lucrécia e Jofré)
- Sergio Muñiz como Juan Bórgia, Duque de Gandía
- Eloy Azorín como Jofré Bórgia, Príncipe de Squillace
- Roberto Álvarez como Johannes Burchart (secretário de Alexandre VI)
- Linda Batista como Sancha de Aragão (esposa de Jofré, amante de Juan e César)
- Antonio Dechent como Michele Corella (amigo e braço direito de César)
- Katy Saunders como Giulia Farnese (amante de Rodrigo)
- Roberto Enríquez como Paolo Orsini
- Eusebio Poncela como Cardeal Giuliano della Rovere, Papa Júlio II
- Antonio Valero como Cardeal Ascanio Sforza
- Diego Martín como Perotto (criado de Rodrigo, amante de Lucrécia)
- Antonio Hernández como Cardeal Gianbatista Orsini
- Giorgio Marchesi como Alfonso de Aragão
- Enrique Villén como Savonarola
- Fabio Grassi como Cardeal Rafaele Riario
- Lucía Jiménez como María Enríquez de Luna
- Marco Bocci como Pietro Bembo
- Miguel Angel Muñoz como Ramón
- Esther Ortega como Isabella d'Este
- Javier Tolosa como Gonzalo Fernández de Córdoba